# Aldo Zargani
Aldo Zargani (Turin, 7 août 1933-19 octobre 2020) est un écrivain italien contemporain.

## Biographie
Né dans une famille juive de Turin, Aldo Zargani a été comédien et a longtemps travaillé pour la RAI, où il a occupé des fonctions administratives de 1954 à 1994. Il vit à Rome depuis 1976 avec sa femme Elena.
Il a publié en 1995 un livre fort remarqué Per violino solo dans lequel il évoque son enfance dans les années sombres de l'Italie fasciste entre 1938 et 1945, l'enfance d'un « enfant effrayé et indigné. » Ce livre a été traduit en français, en anglais, en allemand et en espagnol.
Aldo Zargani estime avoir fait deux expériences déterminantes dans sa vie: la première est celle d'une enfance juive dans l'Italie des lois raciales, la seconde, à l'âge de 61 ans, l'écriture et la publication d'un livre, Per violino solo, qui pour revenir à la première, fait appel à une mémoire désormais lointaine, parfois infiniment précise, parfois conduite comme malgré elle sur les chemins de la fiction.
C'est ce rapport au passé et à la vérité, presque expérimental, qui confère à ce livre, sa force unique, au-delà même de l'humour et de la grande vigueur littéraire de l’auteur. Trois de ces nouvelles, toutes inédites en italien, ont été publiées en 2008 chez Alidades, sous le titre de L'Odeur du lac.

## Œuvres
En français
- Pour violon seul, traduit par Olivier Favier, L'Eclat, Paris, 2007.
- L'Odeur du lac, traduit et postfacé par Olivier Favier, Alidades, Évian, 2008. assoc.pagespro-orange.fr
- Le numéro 18 du Chemin des livres, revue publiée par les éditions Alidades assoc.pagespro-orange.fr lui est entièrement consacré.

En italien
- Per violino solo, La mia infanzia nell'Aldiqua. 1938-1945, Il Mulino, Bologne, 1995 (réédité en 2003 avec une préface inédite de l'auteur).
- Certe promesse d'amore, Il Mulino, Bologna, 1997.
- In bilico (noi gli ebrei e anche gli altri), Marsilio Editore, 2017

### Articles, nouvelles

#### L'Unità
- “Il mestiere di chi c’era” racconto pubblicato nel volume speciale “Voci della memoria” (L’Unità del 25 aprile 2005)

#### Lettera internazionale
- Chi ha paura di Daniel Goldhagen ? – no 53, 1997
- Pluralità ebraica e deriva fondamentalista – no 54, 1997
- La caldaia spenta del Sabato – no 61, 1999
- Gli ebrei italiani e quelli di Torino – no 63, 2000
- Raccontare la Shoah in un'aula scolastica – no 64, 2000
- Tra l'utopia e la realtà. Entretien avec Corrado Israel De Benedetti – no 66, 2000
- Un monoteismo pragmatico – no 73/74, 2002
- Visitate l'Australia ! – no 75, 2003
- Americani ! – no 76, 2003
- Apodissi: per una geometria della memoria – no 91, 2007
- Ira e stupore – n. 92, 2007
- I sopravvissuti. Entretien avec Olivier Favier – no 93, 2007

#### Il Mulino
- L'urlo, il khamsin e le bandiere n.4/1996 luglio agosto
- L'organetto e le foto n.5/1996 settembre/ottobre
- Congiurati silenziosi n.4/1997
- Sconfinati deserti e angusti spazi n.6/2000
- Il medico pietoso fa la piaga verminosa n.1/2008
- "Il Mulino on line" dicembre 2009 “Arbeit macht frei”.

#### IB informazione bibliografica Il Mulino
- n. 4 1994 “Diario d’infanzia e di morte”.
- n.3 1998 ”Gli ebrei sono ancora di moda”.
- n.1 2001 “Mi hanno tradotto!”.

#### Keshet
- n.3/4 2008 ”Primo Levi. molto più che un testimone”

#### Divers
- “Visitate l’Australia!” A B C 3 trasmissioni 2e trimestre 2003
- Conversazione sulla sinfonia “Leningrado”  di Dimitri Shostakovic -radio 3suite (14 aprile 2004).
- Dictionary of Race, Ethnicity & Culture  (voce antisemitismo)  edito nel 2003 dalle ed. Guido Bolaffi, Raffaele Bracalenti.
- “Normalità” racconto pubblicato nel volume “Le storie salvano la vita” edito nel marzo 2006 dalle ed. MAVIDA “
- Al di sotto di un femtosecondo, racconto presentazione per il volume delle opere pittoriche di Giovanna Picciau, luglio 2004– ed. Gangemi
- Noi due, memorie di Anna Foa e Davide Jona presentazione e adattamento.
- Vari articoli per HaKeillah, per La rassegna di Israel.
- “Nostalgia” e “il papa in sinagoga” sono pubblicati anche in Le leggi antiebraiche del 1938(2007).
- “Apodissi, per una geometria della memoria”  pubblicato da Storia e memoria per costruire una coscienza civile(2008).